# Уолтър Бен Майкълс
Уолтър Бен Майкълс (на английски: Walter Benn Michaels; р. 1948) e един от водещите американски теоретици в областта на литературата. Майкълс работи върху най-наболелите въпроси на литературната наука в наши дни: за културата и расата, за идентичностите – национални и личностни, за разликата между памет и история, несъгласие и оразличаване, значение и творчески замисъл при интерпретацията. Един от представителите на Новия историцизъм в литературознанието и заедно с Катрин Галахър е изключение на учен от движението, фокусиран не върху Шекспир и съвременниците му, а върху модерната литература.

## Биография
Майкълс получава своята бакалавърска степен през 1970 г., а докторска – през 1975 г. в Калифорнийския университет в Санта Барбара. След това преподава в Университета „Джонс Хопкинс“ (1974–1977, 1987–2001) и Калифорнийския университет в Бъркли (1977–1987). А от 2001 г. вече е професор в департамента по англицистика в Чикагския университет (ръководител на департамента между 2001 и 2007 г.).
Книгата, с която утвърждава името си, е The Gold Standard and the Logic of Naturalism („Златният стандарт и логиката на натурализма“) – изследване на натурализма в американската проза от края на XIX век.

## Идеи
Майкълс е известен преподавател и учен, който участва в продължаващия дебат за мястото на литературата в преподаването. Статията му „Срещу теорията“ (1982), написана съвместно със Стивън Нап, е включена в представителния сборник с теоретични приноси Norton Anthology of Literary Criticism. Ето как коментира идеите, лансирани в нея, българският литературовед Благовест Златанов:
| „ | „Ако трябва да опиша максимално обобщено даващата начален тласък на дебата позиция на Неп и Майкълс, тя би гласяла, че тъкмо в разрешаването на проблема дали интенцията и смисъла са различни литературоведски категории или са само различни чисто теоретически наименования на една и съща категория, се състои дилемата между теория и антитеория. Ако интенцията и смисълът на художествения текст са различни категориални светове, то описанието и обосноваването на връзката между тях може да протече само по теоретичен път. Но ако интенцията и смисълът са само отделни наименования на една и съща категориална сфера, то необходимостта от теория автоматически отпада, тъй като отпада необходимостта от обосноваването на релацията между самостойни величини. Поредният парадокс се състои в това, че доказването на ненужността от теорията, от където произтича патосът на Неп и Майкълс, се осъществява чрез чисто теоретически процедури и аргументирания.“ | “ |

Във втората си книга, „Нашата Америка“, той твърди, че автентичният американския модернизъм от 20-те години на ХХ век представлява фаза на „изследване и развитие“ на идентитарианизма (търсенето и изграждането на идентичност, на първо място – национална), който ще доминира сред американските идеи на ХХ век. Във връзка с тази теза е и неговото убеждение, че автентичният американски модернизъм създава американската стратегия при отговора на въпроса каква култура трябва да имат американците, който е зависим от въпроса каква е расата им. Както се изразява той, „идеята за културна идентичност – въпреки факта, че през последните години е обичайно да бъде представяна като алтернатива на расовата идентичност – в действителност представлява, не само историческо, но и логично продължение на расовата идентичност“. Централно за книгата е твърдението, че понятието за културна идентичност и идентичността изобщо се превръща от описание на актуалните практики и ценности на дадена група в по-скоро обект на есенциалистка амбиция да бъдем, каквито вече сме.

## Произведения

### Книги
- The Gold Standard and the Logic of Naturalism („Златният стандарт и логиката на натурализма“). University of California Press: Berkeley, 1987.
- Our America: Nativism, Modernism and Pluralism („Нашата Америка: Традиционализъм, модернизъм и плурализъм“). Durham: Duke University Press, 1995.
- The Shape of the Signifier: 1967 to the End of History („Тялото на означаващото: От 1967 г. до края на историята“). Princeton: Princeton University Press, 2004.
- The Trouble with Diversity: How We Learned to Love Identity and Ignore Inequality („Бъркотията с разнообразието: Как се учим да обичаме идентичността и да пренебрегваме неравенството“). New York: Metropolitan, 2006.[4][5][6][7][8]
- The Beauty of a Social Problem: Photography, Autonomy, Economy. (Красотата на един социален проблем: Фотографията, автономността, икономиката). Chicago: University of Chicago Press, 2015.

### По-значими студии и есета
- „Against Theory“ (Срещу теорията), Critical Inquiry 8.4 (Summer 1982): 723-42.
- „The Death of a Beautiful Woman: Christopher Nolan's Idea of Form“ Архив на оригинала от 2013-01-30 в Wayback Machine. („Смъртта на една красива жена: Идеята на Кристофър Нолан за форма), ebr (the electronic book review), 1 октомври 2007.
- „Going Boom“ Архив на оригинала от 2012-10-23 в Wayback Machine. („Избухване“), Bookforum, February/March 2009.
- „The Beauty of a Social Problem“ (Красотата на един социален проблем), The Brooklyn Rail, October 2011.